# Pamela, avagy az erény jutalma
A Pamela, avagy az erény jutalma, (eredeti címe: Pamela or a Virtue Rewarded) Samuel Richardson angol író 1740-ben megjelent regénye, a műfaj történetének fontos állomása.
Fordította, illetve magyar viszonyok közé helyezve átdolgozta Kis János (1806).

## Cselekménye
Hősnője, Pamela szobalány egy vidéki nemesi háznál. A ház fiatal ura és örököse el akarja csábítani, de Pamela erényesen ellenáll, nem szédítik meg őt az ígéretek. Pamela gazdája a csábítás összes eszközét felhasználja, és a leány mindig csak az utolsó pillanatban menekül meg; ez az utolsó pillanat néha csak nagyon kényes helyzetben következik be. Végül Pamela visszaköltözik szüleihez. A férfit megrendíti a lány viselkedése, ráébred szerelmére és feleségül veszi Pamelát. Asszonyként Pamelának fokozatosan sikerül elismertetnie magát a nemesi körökben.

## Műfaja, irodalomtörténeti jelentősége
A Pamela az első igazi levélregény. Richardson a történetet levelek formájában adja elő, amelyeket Pamela ír ősz szüleinek. A levélforma adja a lehetőséget a hős érzelmeinek, gondolatvilágának ábrázolására. Ez a módszer a maga korában teljes szakítást jelentett a kalandos regény addig uralkodó formájával. Itt már nem az esemény lett a regény lényege, hanem a lélek reagálása az eseményekre.
A könyvben fontos szerepet kapnak a tárgyak, a mindennapok apró jelenségei Az író hosszasan, kitérőkkel mutatja be alakjait és a környezetet. „Ez a bőbeszédűség a titka módszerének. Minden cselekedet, érzés, gesztus apróra megvizsgáltatik. Hősei, hősnői egyebet sem csinálnak, mint elemzik, regisztrálják hangulataikat, érzéseiket…”

### Szentimentalizmus, Pamela alakja

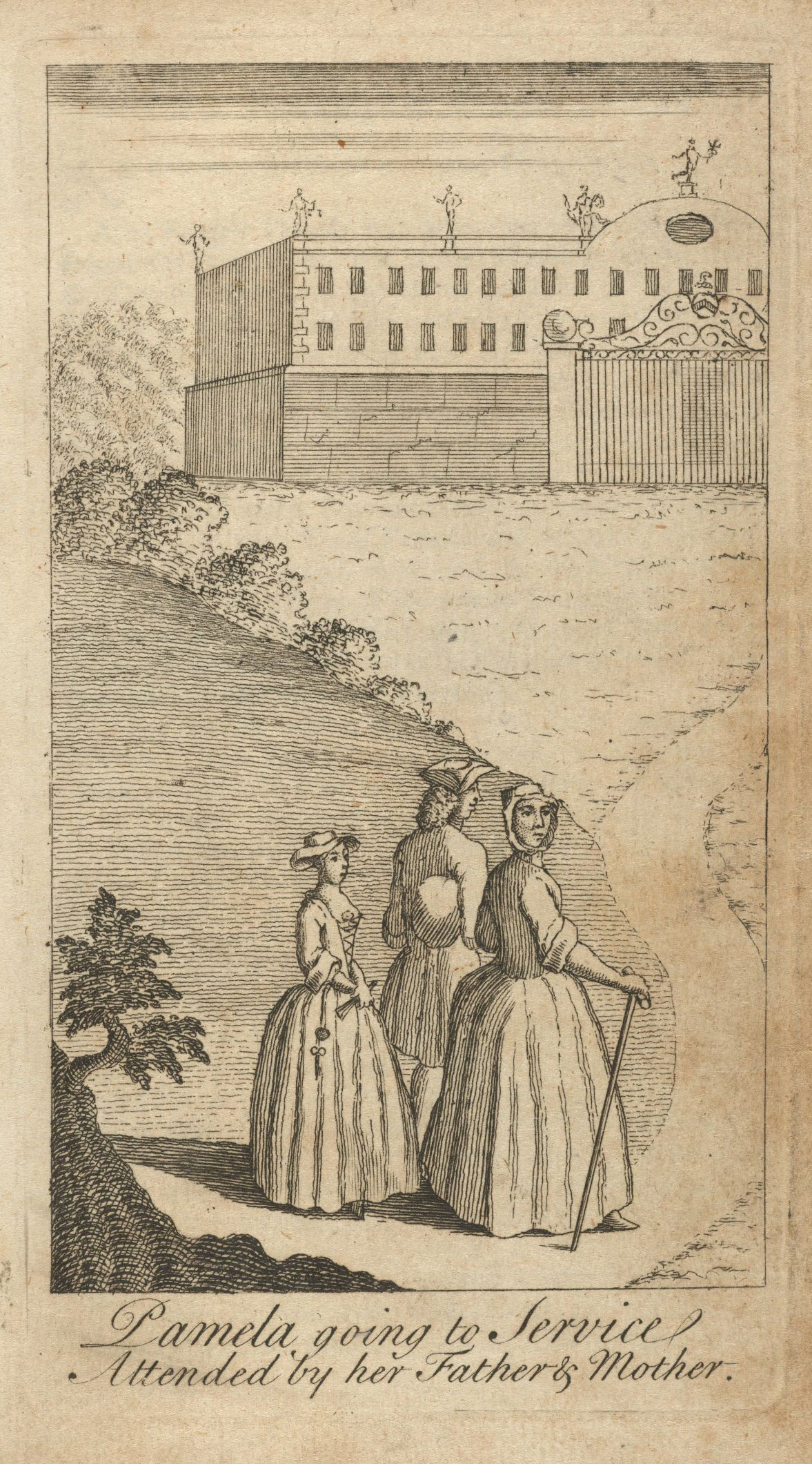
Egy 1741-es kiadás illusztrációja

Itt már teljes vértezetben jelenik meg az angol szentimentalizmus; ez segítette a regényt diadalra. A szerző nem kíméli meg az olvasót Pamela lelki szenvedésének részleteitől, a történetet bizonyos morális érzelgősség hatja át. Pedig Pamela alakjából hiányoznak a női vonások: okos, bátor, törhetetlen, tisztában van kötelességével. Ebben az első szentimentális hősnőben szinte nincs is érzelem, inkább csak önsajnálat. Szíve az erkölcsi parancsnak engedelmeskedik: a könyv első részében a csábítót megveti, de amint a második részben a csábító hősszerelmessé válik és tisztességes szándékkal közeledik hozzá, egyszerre hűséges szerelem ébred benne és a házasság után gondos feleség lesz.
Pamela alakja az idők folyamán sokat vesztett vonzerejéből, története érdektelenné vált. A regénynek ma már csak irodalomtörténeti értéke van, de a maga korában irodalmi iskolát teremtett. A szentimentalista irányzat elindítója volt, amely azután Rousseau-val és Goethe Wertherével folytatódott és emelkedett magasabb szintre. Irodalmunkban elsősorban Kármán József Fanni hagyományai képviselte a regényben ezt az irányzatot.

## Hatása Fieldingre
A Pamela tette regényíróvá a Richardsonnál sokkal jelentősebb Henry Fieldinget, aki addig korábban csak színműveket közölt. Fieldinget ugyanis felbőszítette a Pamela érzelgőssége, könnyes képmutatása. Előbb pamfletje jelent meg a félreérthetetlen nevű Shamela Andrews életéről (1741), majd egy igazi ellenregényt írt: a Joseph Andrewst, Pamela erkölcsös fivérének történetét.

## Magyarul
- A' magyar Páméla / Versek, karcolatok, 1.; in: Flóra, vagy Szívreható apró románok, erköltsi mesék, versek..., 1-4.; szerk. Kis János; Kiss, Pest, 1806–1808